# Babes in Toyland
Babes in Toyland (англ. Діти в країні іграшок) — американський жіночий панк-роковий гурт з Міннеаполіса. Створений у 1987 році гітаристкою Кет Б'єлланд, колектив став відомим під час гранджової ери та був помітною частиною феміністського руху riot grrrl. З 1990 по 1995 роки гурт випустив декілька платівок, але невдовзі розпався. В середині 2010-х гурт ненадовго возз'єднався для низки концертних виступів.

## Історія
Засновниця гурту Кет Б'єлланд починала свою кар'єру в Сан-Франциско де кілька років грала в різних гуртах. Там вона перетиналась с такими відомими музикантками, як Кортні Лав з Hole та Дженніфер Фінч з L7. В 1986 році в Міннеаполісі вона створила власний панк-роковий гурт, який назвала Babes in Toyland на честь улюбленого мюзиклу «Діти в країні іграшок». Пізніше квартет перетворився на тріо, в якому Б'єлланд співала та грала на гітарі. Перший сингл гурту вийшов на андеграундному лейблі Sub Pop. Запис привернув увагу більш відомого колективу Sonic Youth, і ті запросили Babes in Toyland грати у них на розігріві під час концертного турне Європою.

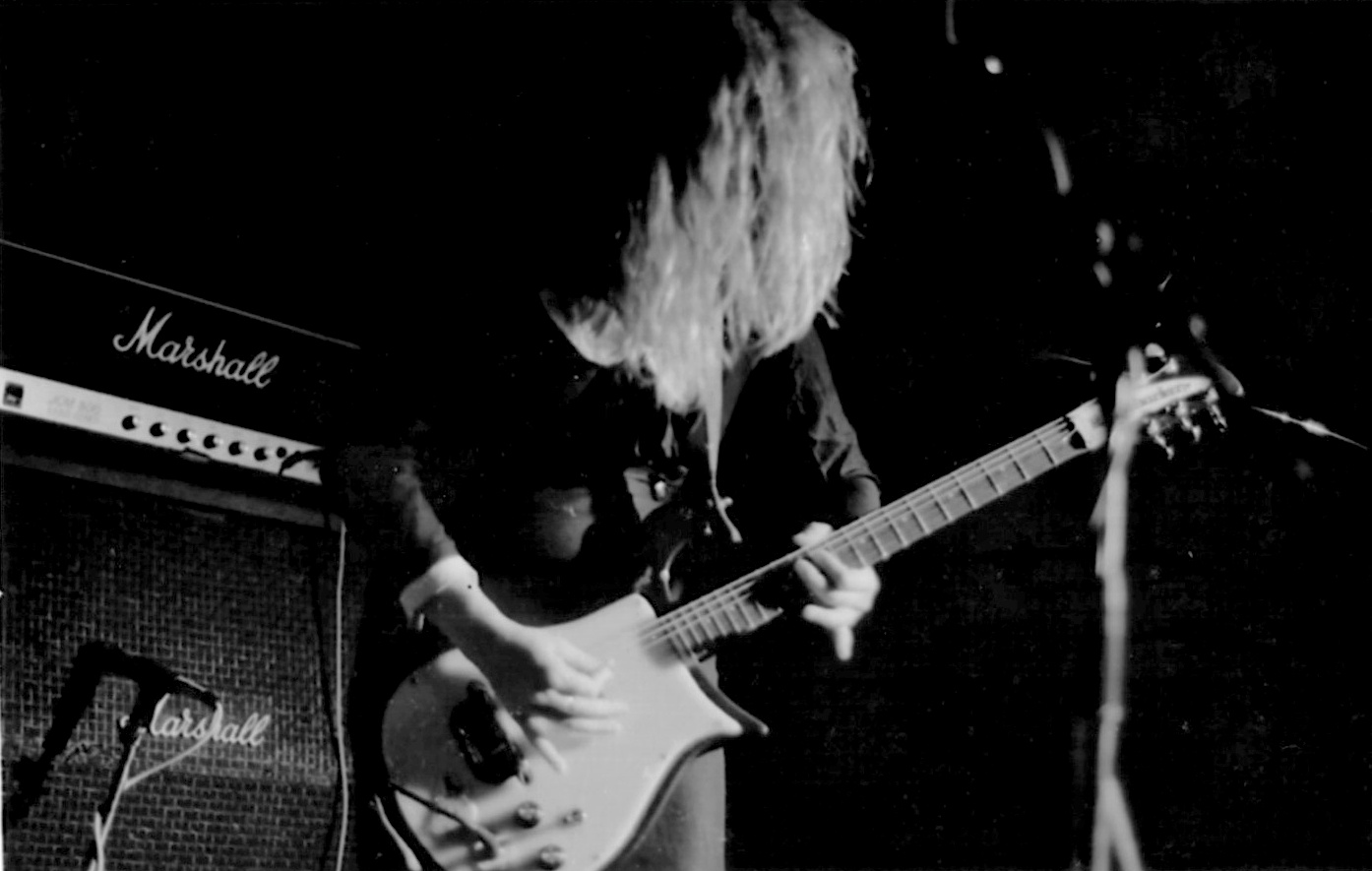
Виступ в Гронінгені. 1991 рік

Дебютний альбом Babes in Toyland Spanking Machine вийшов в 1990 році на незалежному місцевому лейблі Twin/Tone Records. Його продюсером став Джек Ендіно. Наступного року було випущено мініальбом To Mother. На хвилі інтересу до альтернативної та панк-рок сцени, зумовленої популярністю гранджових гуртів, було підписано контракт з великим лейблом Reprise. Продюсером другої повноформатної платівки Fontanelle, що вийшла в 1992 році, став гітарист Sonic Youth Лі Ранальдо. В 1993 році вийшов ще один мініальбом Painkillers, а Babes in Toyland взяли участь в наймасштабнішому заході року, фестивалі Lollapalooza. Нарешті, після тривалої перерви, в 1995 році гурт випустив третій альбом Nemesisters.
В 1996 році Babes in Toyland залишила бас-гітаристка Морін Херман, а Б'єлланд зайнялась власним проєктом Katastrophy Wife разом із чоловіком Гленном Метсоном. Час від часу з'являлись чутки про реанімацію гурту та випуск нової платівки, а у 2000 році на лейблі Reprise вийшла збірка Lived. В листопаді 2001 року гурт зіграв своє останнє шоу, запис якого було видано у вигляді концертного альбому Minneapolism, після чого було оголошено про розпуск колективу.

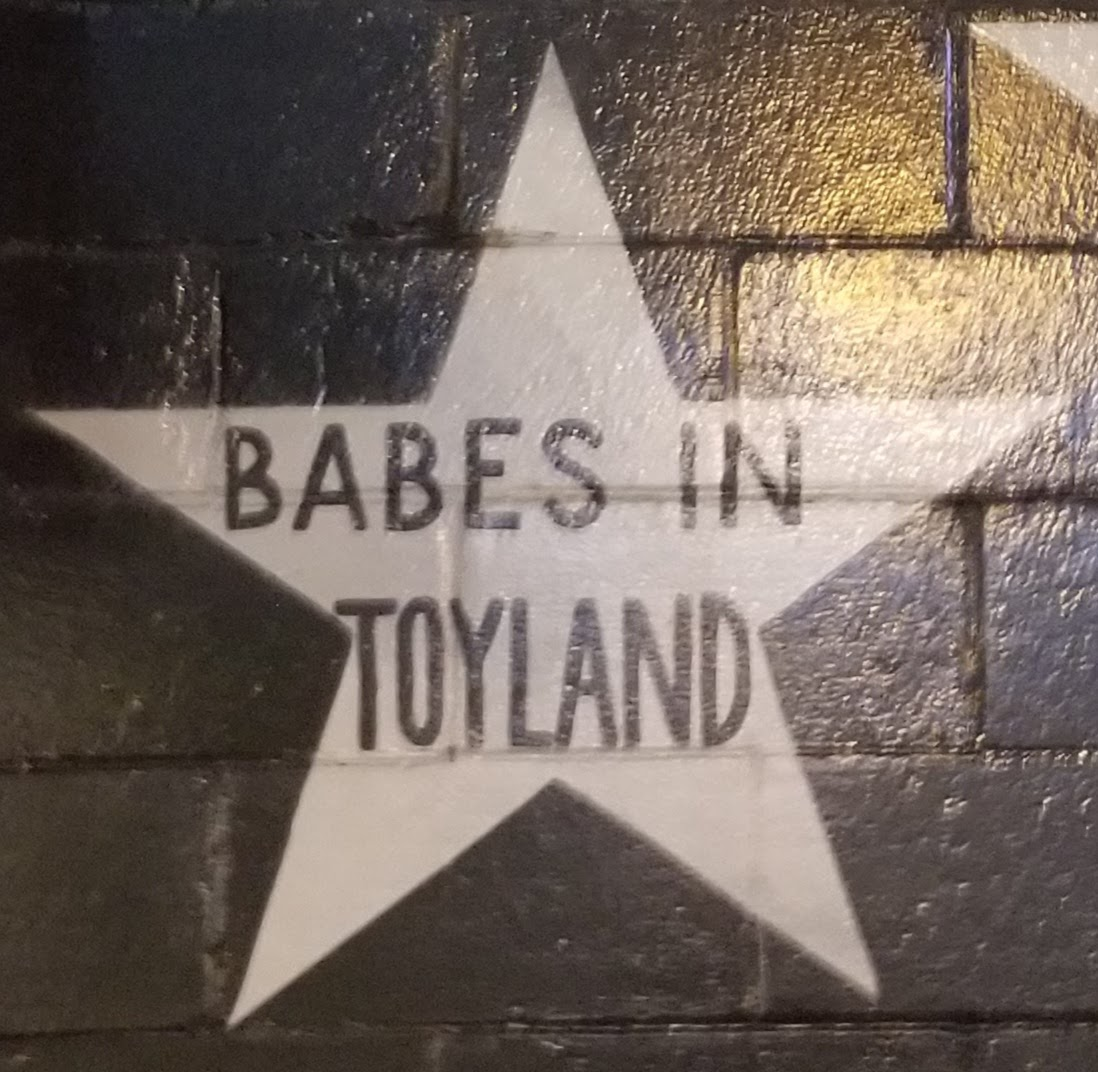
Зірка Babes in Toyland на стіні нічного клуба First Avenue в Міннеаполісі

Музикантки Babes in Toyland не спілкувались майже п'ятнадцять років, і лише у 2013 році за запрошенням Херман зустрілися знову. Виявилось, що всі вони переживали не найкращі часи: у Б'єлланд було виявлено шизофренічний розлад; бас-гітаристка Морін Херман, в минулому алкоголічка і наркоманка, страждала від посттравматичного синдрому після зґвалтування; із барабанщицею Лорі Барберо стався інцидент в магазині, після якого вона отримала травми. Вони вирішили спробувати зібратись знову, і у 2015 році зіграли декілька реюніон-концертів. Проте в серпні 2015 було оголошено про те, що Морін Херман залишає гурт через «особисті розбіжності»; її змінила Клара Сел'єр. Останній виступ гурту датовано 2017 роком. У 2020 році барабанщиця Лорі Барберо в інтерв'ю розказала, що гурт остаточно розпався.

## Музичний стиль
Пісні Babes in Toyland були повною протилежністю «невинній» та «дитячій» назві гурту. Кет Б'єлланд співала на «дорослі» теми, піднімаючи в текстах теми насилля, сексу, болі та злості. Її голос та поведінка на сцені були відповідними: іноді вони нібито шепотіла, а іноді — відчайдушно кричала. Ритм-секція Babes in Toyland, що складалась з барабанів та бас-гітари, була досить енергійною, щоб підтримувати вокал Б'єлланд, а також підсилювати та доповнювати емоції її пісень.
Коли гурт підписав контракт з великим лейблом Reprise, на них почала звертати увагу преса, вважаючи, що гурт було створено під впливом феміністського руху riot grrrl, що був поширеним у Вашингтоні та Олімпії, і мав відношення до модного на той час гранджу. Насправді ж творчість Babes in Toyland стала продовженням панківського руху Середнього Заходу та Західного узбережжя США, таких як Cows та Wipers. У виданні The New Rolling Stone Album Guide їхню творчість порівняли з двома іншими гуртами з Міннеаполісу — The Replacements та Husker Du, — проте назвали «більш традиційним панк-роком».
Перші альбоми гурту, включаючи виданий на великому лейблі Fontanelle, звучали досить безкомпромісно, проте вже на третьому — Nemesisters — стали грати більш «чисто» та традиційно, перетворившись, на думку оглядача Rolling Stone, «на посередній метал-гурт». Марк Демінг (AllMusic) назвав колектив «одним з найбільш жорстоких і катарсичних музичних переживань свого часу, чия музика говорила мовою люті, але водночас була тонка та наповнена нюансами, немов вогнемет». На його думку, дуже небагато настільки ж грубих та конфронтаційних гуртів дев'яностих зуміли підписати контракти з великими лейблами, навіть попри розквіт альтернативного року.

## Склад гурту
| Останній склад - Кет Б'єлланд — вокал, гітара (1987—2001, 2014—2020) - Лорі Барберо — ударні, бек-вокал (1987—2001, 2014—2020) - Клара Сел'єр — бас-гітара (2015—2020) | Колишні учасники - Морін Херман — бас-гітара (1992—1996, 2014—2015) - Джессі Фармер — бас-гітара (1997—2001) - Мішель Леон — бас-гітара (1987—1992) - Сінді Рассел — вокал (1987) - Кріс Холец — бас-гітара (1987) |

## Дискографія
| Студійні альбоми - 1990 — Spanking Machine - 1992 — Fontanelle - 1995 — Nemesisters Мініальбоми - 1991 — To Mother - 1993 — Painkillers Концертні альбоми - 2001 — Minneapolism | Збірки - 1992 — The Peel Sessions - 1993 — Dystopia - 2000 — Lived - 2000 — Devil - 2000 — Natural Babe Killers - 2001 — Viled - 2001 — The Further Adventures of Babes in Toyland - 2004 — The Best Of Babes In Toyland And Kat Bjelland - 2016 — Redeux - 2020 — The Complete Albums 1990—1995 |